# Terrell State Hospital Cemetery
Der Terrell State Hospital Cemetery (auch: Wildwood Cemetery) ist ein Friedhof der texanischen Stadt Terrell. 
Der Friedhof wurde kurz nach der Inbetriebnahme des Terrell State Hospital im Juli 1885 etwa eineinhalb Kilometer nordöstlich des Krankenhauses angelegt. Er diente als Begräbnisstätte für die im Hospital verstorbenen Patienten. Die erste Bestattung fand am 22. Oktober 1885 statt. Eine eigene Abteilung für Personen jüdischen Glaubens ist durch einen Zaun abgetrennt.
Der älteste heute noch vorhandene Grabstein ist auf den 19. Januar 1888 datiert. 1907 wurden die Opfer einer Pockenepidemie hier begraben. Während der 1950er und 1960er Jahre fanden zwischen 30 und 35 Bestattungen pro Jahr statt. Seither hat die Zahl kontinuierlich abgenommen. 

## Quelle
- Historical Marker der Texas Historical Commission (errichtet 1985)